# 專科 (寶塚歌劇團)
專科是屬於寶塚歌劇團演出編制的組織之一，由在舞台演出方面有出色專長的資深團員所構成的小組。
專科生的成員並不隸屬於花月雪星宙五組中的任何一組，因此她們不像一般的組員只限參加某組的公演，而是由各個演出家依需要自行指定她們所需要參加的公演。
原來依成員專長尚細分為日舞、戲劇、聲樂、舞蹈（ダンス専科，除日舞以外均歸此類）四類，不過由劇團所發行的官方年度誌的資料來推論，目前可能已經沒有如此詳細的分類。50年代時尚有專門演出宝塚映画製作所、東宝株式会社等電影公司作品的「電影專科」(映画専科)。該科的成員多半為年輕漂亮的娘役，在當時多擁有相當高的知名度，比如八千草薰、扇千景等。

## 特色
專科生在各組公演的時候是以「特別出演(簡稱特出)」的方式參與演出。除了春日野八千代、轟悠等原來為主演男役或具有相當等級的人會擔任公演中的主角以外。其他的人在參加公演時多半都是擔任重要的配角、或是劇中年齡較高的角色。
目前除了兼任理事的專科生外，專科生基本上並非終身職，在年滿退休年齡時即須退團。
目前專科所屬成員如下(2025年8月)
- 英真なおき

以上兼任歌劇團理事
- 京三紗
- 汝鳥伶
- 一樹千尋

- 夏美よう
- 萬里柚美
- 五峰亜季
- 美穂圭子
- 高翔みず希

- 悠真倫
- 凛城きら
- 輝月ゆうま
- 小桜 ほのか

## 新專科
90年代末期，由於劇團獨特的升遷制度，導致劇團的「TOP男役候補人員」幾至飽和階段。是以在2000年，當時的劇團理事長植田紳爾在人事上作出一個大改動：將當時各組中的二三番手轉到專科，亦即所謂的「新專科」。
該批成員包括花組的匠響（匠ひびき）、伊織直加。月組的紫吹淳、初風綠。雪組的香壽たつき（香壽たつき）、汐風幸。星組的繪麻緒悠（絵麻緒ゆう）、彩輝直以及宙組的湖月渡（湖月わたる）、樹里咲穂。(組別為當時所屬組別)。後來雪組的也轉入專科，由於她的年資和雪組五番手的地位，一般也將她歸入新專科。
新專科基本上在參予組公演演出時與待遇均與專科一樣，只是她們在大劇場公演時多數是擔任第二男主角或第三男主角。依據當時公演謝幕的順序亦可判斷出是僅次於該組TOP男役的地位，實質上等於該公演的二番手。
在組成之時，根據劇團的說法是為了活化當時的年功序列制度。當各組TOP退團時，專科生就可依序升任，避免造成特定組的明星級成員年齡構成架構過於懸殊。但是事實上，在此十一人當中，只有紫吹、匠、香壽、繪麻緒、湖月及彩輝(依升任順)六人順利升任TOP，且升任的順序無任何順序可循，更有直接跳過新專科成員，讓原來組內較原二三番手更受歡迎的成員直升為TOP的狀況，因此有相當多的愛好者將此制度視為劇團的變相降職／逼退政策。
此舉雖然有效的解決掉停滯的人事流動，但是同時亦對傳統的晉升過程造成重大的衝擊，尤其牽涉到的均是原來TOP有望的成員，不只是新專科生徒本身，對劇團愛好者及劇團下級生心理都造成很大的影響。除此以外，新專科四處空降演出也嚴重減少削弱當時各組內的若手演出機會，反而讓各組內的若手人事流動停滯。另外由此制度連帶造成的「空降TOP」現象也讓各組的特色薄弱化，因此新專科制度在多數寶塚愛好者的眼中，帶來的負面影響遠大於正面影響。
在初風綠在2005年以宙組劇目給烈炎之吻(炎にくちづけを)告別寶塚的舞台，2006年最後一位原新專科升任的TOP湖月渡退團後。新專科制度正式瓦解。

## 備註
1. ↑  専科 （页面存档备份，存于）（宝塚歌劇団公式ページ）
2. ↑  比如說參加組公演演出時會標明是特別出演、公演期間分配到專科專用化妝室(專科部屋)、節目單的劇照刊登位置比照專科生地位放置等。
3. ↑  2001-2002年期間有相當多的若手退團，一般認為和該制度有相當的關係
4. ↑  指該位演員在升任為該組TOP前，完全沒有參與該組作品的演出經驗。